# ファイターズ&ミュージック「朝イチ!」
『ファイターズ&ミュージック「朝イチ!」』は、HBCラジオで2023年3月24日まで放送されていたバラエティー番組。

## 概要
- 北海道日本ハムファイターズの情報をどこよりも朝早くリスナーに届けるのが自慢の番組である[1]。

## パーソナリティ
- 管野暢昭（HBCアナウンサー、2020年3月30日～）

### 過去のパーソナリティ
- 八幡淳（2014年から北海道日本ハムファイターズのスタジアムDJ）
  - 八幡はこの番組の生出演の為、道内地方開催のデーゲームであっても、当日本番組終了後に球場に移動し、試合終了後日帰りで札幌に戻る。道外での主催試合等、その日のうちに札幌に戻れない場合、翌日の放送はHBCアナウンサーやパーソナリティが代役を務める[2]。なお、2018年シーズンは八幡が出演できない場合、奥田ゆかがパーソナリティを務め、八幡はホテルの自室から電話出演する形式がほとんどであった。

## タイムテーブル
- 5:00：オープニング
- 5:10：朝イチファイターズ（HBCファイターズナイターの音源を用い、前日のファイターズの試合を振り返る。また、当日のスポーツ紙等からファイターズ情報を紹介する）
- 5:20：HBCニュース
- 5:23：ラジオショッピング（不定期。放送がない場合はメールもしくはリクエスト曲を紹介する）
- 5:28：エンディング